# Ciclo del carbonio-azoto-ossigeno

Il ciclo carbonio-azoto-ossigeno.

Il ciclo del carbonio-azoto-ossigeno (o ciclo CNO, o ciclo di Bethe) è una delle due più comuni serie di reazioni nucleari che avvengono all'interno delle stelle, insieme alla catena protone-protone. I modelli teorici prevedono che il ciclo CNO sia la principale sorgente di energia per le stelle più massicce, con masse circa il 20% maggiori di quella del Sole, mentre la catena protone-protone è dominante per le stelle più piccole.

Sezioni d'urto dei processi di nucleosintesi al variare della temperatura: il ciclo del carbonio (CNO) richiede in media una temperatura più alta della catena protone protone. Si nota che il Sole ha una temperatura che si trova poco al di sotto della soglia di transizione verso il CNO.

Questo ciclo fu scoperto nel 1938 da Hans Bethe e indipendentemente da Carl Friedrich von Weizsäcker.

## Descrizione e localizzazione
Questo ciclo partendo da quattro protoni produce una particella alfa (cioè un nucleo di elio) pesante, due positroni, due neutrini e un ulteriore rilascio di energia di tipo puramente luminoso sotto forma di raggi gamma. I positroni prodotti, si annichileranno quasi istantaneamente con gli elettroni, rilasciando energia sotto forma di ulteriori raggi gamma.
I nuclei di carbonio, azoto e ossigeno, dai quali il ciclo trae il nome, svolgono il ruolo di catalizzatori nella fusione nucleare indiretta dell'idrogeno.
Questo ciclo è più complesso della semplice catena protone-protone, che coinvolge la reazione deuterio-deuterio, e infatti si innesca ad una temperatura più alta.
Ha quindi luogo normalmente nelle zone interne delle stelle di dimensioni abbastanza grandi, orientativamente con massa superiore a circa 1,2 masse solari: già alcune stelle della sequenza principale riescono a svolgere questo ciclo in modo apprezzabile.
Le reazioni del ciclo carbonio-azoto sono:
{\displaystyle ^{12}\mathrm {C+^{1}H\to ^{13}N} +\gamma +1,95\,\mathrm {MeV} }
{\displaystyle ^{13}\mathrm {N\to ^{13}C} +e^{+}+\nu _{e}+1,37\,\mathrm {MeV} }
{\displaystyle ^{13}\mathrm {C+^{1}H\to ^{14}N} +\gamma +7,54\,\mathrm {MeV} }
{\displaystyle ^{14}\mathrm {N+^{1}H\to ^{15}O} +\gamma +7,35\,\mathrm {MeV} }
{\displaystyle ^{15}\mathrm {O\to ^{15}N} +e^{+}+\nu _{e}+1,86\,\mathrm {MeV} }
{\displaystyle ^{15}\mathrm {N+^{1}H\to ^{12}C+^{4}He} +4,96\,\mathrm {MeV} }
Nelle stelle di grandezza paragonabile o inferiore a quella del Sole, invece, i meccanismi di combustione prevalenti sono rappresentati dalla catena protone-protone.
Quasi tutte le stelle attivano il ciclo poi durante la fase finale di gigante rossa, nel guscio esterno.
L'uomo non è ancora riuscito a riprodurre in modo apprezzabile questo ciclo sulla Terra, date le temperature richieste che sono ancora più alte di quelle già ardue della reazione deuterio-deuterio.

## Precisazioni
L'efficacia del ciclo non è totale, nel senso che in un ramo secondario della reazione, con la probabilità dello 0,04%, la reazione finale non produce carbonio-12 e elio-4, ma ossigeno-16 e un fotone:
{\displaystyle ^{15}\mathrm {N+^{1}H\to ^{16}O} +\gamma }
{\displaystyle ^{16}\mathrm {O+^{1}H\to ^{17}F} +\gamma }
{\displaystyle ^{17}\mathrm {F\to ^{17}O} +e^{+}+\nu _{e}}
{\displaystyle ^{17}\mathrm {O+^{1}H\to ^{14}N+^{4}He} }
In modo simile al carbonio, azoto e ossigeno del ramo principale, il fluoro prodotto nel ramo secondario ha una funzione esclusivamente catalitica e, a regime, non si accumula nella stella.
I nuclei di ossigeno che si formano così si accumulano e poi si pensa che alimentino un ulteriore ciclo, le cui perdite sono trascurabili dal punto di vista della produzione di energia.